# John Bosco Manat Chuabsamai
John Bosco Manat Chuabsamai (in thai: ยอห์น บอสโก มนัส จวบสมัย; Bang Nok Khwaek, 31 ottobre 1935 – Amphoe Ban Pong, 20 ottobre 2011) è stato un vescovo cattolico thailandese.

## Biografia
Monsignor John Bosco Manat Chuabsamai nacque a Bang Nok Khwaek il 31 ottobre 1935. Era il quinto dei dieci figli di Vijit Chuapoom e Kim Lung.

### Formazione e ministero sacerdotale
Frequentò le elementari alla scuola di Wat Charoen Sukharam e le medie alla scuola di Darunukhroh. Studiò filosofia e teologia nel seminario salesiano di Madras, in India, per sette anni. In quel periodo prese il nome di John Bosco.
Il 10 maggio 1961 fu ordinato presbitero per la diocesi di Rajaburi. In seguito fu segretario della Saint John Bosco House di Ratchaburi dal 1961 al 1963, vicario parrocchiale della parrocchia di Nostra Signora di Fátima a Tambon Huai Yang dal 1963 al 1965, vicario parrocchiale della parrocchia di Mae Phra Maha Thuc dal 1965 al 1969, direttore di una scuola d'arte dal 1968 al 1969, parroco della parrocchia di Mae Phra Maha Thuc dal 1969 al 1974 e insegnante alla scuola religiosa "Daruna" di Ratchaburi dal 1974 al 1976. Dal 1972 al 1974 collaborò con l'Istituto dell'ordine sociale di Manila e con il Centro per la vita famigliare di Del Monte. Dal 1976 al 1978 completò gli studi di filosofia presso l'Università Cattolica d'America a Washington. Dal 1978 al 1984 insegnò al seminario "Lux Mundi". In seguito ne divenne vice-rettore. Tra il 1984 e il 1985 trascorse un anno sabbatico di studio all'Università di Zurigo e all'Università Cattolica di Lovanio. Dal 1984 al 1996 fu rettore del seminario "Lux Mundi". Esso è l'unico seminario maggiore della Thailandia e a quel tempo ospitava tra i 120 e 130 seminaristi delle dieci diocesi thailandesi.

### Ministero episcopale
Il 25 novembre 1985 papa Giovanni Paolo II lo nominò vescovo di Ratchaburi. Ricevette l'ordinazione episcopale il 6 gennaio successivo nella basilica di San Pietro in Vaticano dallo stesso pontefice, co-consacranti i cardinali Agostino Casaroli, segretario di Stato di Sua Santità, e Bernardin Gantin, prefetto della Congregazione per i vescovi.
Per dodici anni fu responsabile del dialogo ecumenico e interreligioso della Federazione delle conferenze episcopali dell'Asia. Egli spiegò che nel contesto asiatico il dialogo interreligioso è visto come un mezzo di evangelizzazione tuttavia, anche se promuove la convivenza pacifica, esso non è efficace in termini di conversioni.
Fino al 1970 celebrò la messa tridentina, quindi la nuova messa, e infine tornò alla tradizione liturgica.
Nel maggio del 1993, durante una visita a Manila, monsignor Manat entrò in contatto con la Fraternità sacerdotale San Pio X e con monsignor Salvador Lazo Lazo, un vescovo cattolico tradizionalista. Nell'aprile del 2000 incontrò il superiore generale, il vescovo Bernard Fellay. L'anno successivo visitò numerose cappelle della Fraternità negli Stati Uniti d'America, ma disse che i suoi contatti erano personali e non coinvolgevano la sua diocesi.
Il 24 luglio 2003 papa Giovanni Paolo II accettò la sua rinuncia al governo pastorale della diocesi.
Morì ad Amphoe Ban Pong il 20 ottobre 2011 all'età di 75 anni.

## Genealogia episcopale
La genealogia episcopale è:
- Cardinale Scipione Rebiba
- Cardinale Giulio Antonio Santori
- Cardinale Girolamo Bernerio, O.P.
- Arcivescovo Galeazzo Sanvitale
- Cardinale Ludovico Ludovisi
- Cardinale Luigi Caetani
- Cardinale Ulderico Carpegna
- Cardinale Paluzzo Paluzzi Altieri degli Albertoni
- Papa Benedetto XIII
- Papa Benedetto XIV
- Papa Clemente XIII
- Cardinale Enrico Benedetto Stuart
- Papa Leone XII
- Cardinale Chiarissimo Falconieri Mellini
- Cardinale Camillo Di Pietro
- Cardinale Mieczysław Halka Ledóchowski
- Cardinale Jan Maurycy Paweł Puzyna de Kosielsko
- Arcivescovo Józef Bilczewski
- Arcivescovo Bolesław Twardowski
- Arcivescovo Eugeniusz Baziak
- Papa Giovanni Paolo II
- Vescovo John Bosco Manat Chuabsamai